# Yatansöğüt, Genç
Yatansöğüt là một xã thuộc huyện Genç, tỉnh Bingöl, Thổ Nhĩ Kỳ. Dân số thời điểm năm 2010 là 387 người.